# Плућна марамица
Плућна марамица (лат. pleurae pulmonarius) танка је опна која обавија оба плућна крила. Састоји се од два листа, од којих је један срастао са плућима, а други са зидом грудног коша. Танки лист који покрива непосредно спољашњу површину плућа назива се плућни или дробни лист, јер плућа припадају дробу или органима утробе. Спољашњи, дебљи лист марамице назива се зидни, пошто належе на зидове грудне дупље.

Улога плућне марамице је да током дисајних покрета онемогући трење између нежног паренхима плућа и чврстих коштано-мишићних зидова грудне дупље, и тиме спречи оштећења и олакша покрете плућа.

## Анатомија
Плућна марамица је танка опна која са своја два листа (висцералним и паријеталним) једним делом обавија плућа а другим унутрашњи зид грудног коша. Свако плуће има своју опну-марамицу која је независне једна од друге.

### Унутрашњи лист
Унутрашњи (дробни) лист плућне марамице (лат. pleura visceralis), кроз који се види спољашња ружичаста површина плућа, тањи је, и са свих страна облаже плућа, изузев удубљених места на унутрашњим странама плућа, плућним хилусима, кроз који пролазе главна душница, крвни судови и нерви плућа. 
Пошто покрије спољашњу површину плућа и доспе до хилуса, овај лист се савија и прелази у други, дебљи или спољашњи лист плућне марамице. 

### Спољашњи лист
Спољашњи или зидни лист плућне марамице (лат. pleura parietalis) који је дебљи, почиње у пределу плућних хилуса, где се спаја са унутрашњим листом. Одатле се он пребацује и причвршћује својом спољашњом страном за унутрашњи зид грудног коша, док истовремен својом унутрашњом страном, преко унутрашњег листа обавија плућа, и са њом образује марамичну (плеуралну) дупљу.

### Марамична дупља
Два слоја-листа плућне марамице образују (лат. cavitas pleuralis), марамичну или плеуралну дупљу испуњену течношћу и без ваздуха. Притисак течности који влада у овом простору нижи је од атмосферском, што је од значаја за нормалан процес дисања.

## Шпагови плућне марамице
Шпагови плућне марамице су:
Предњи марамични шпаг
Предњи марамични шпаг, део је шупљине плућне марамице између ребарних хрскавица и (средогруђа (медијастинума).
Ребарнопречажни или доњи марамични шпаг
Dоњи марамични шпаг, је део шупљине плућне марамице или френикокостални синус, у костофреничном углу марамичне шупљине, на споју плеуре и дијафрагме плеуре. Висок је око 5 cm, a протеже се од осмог до десетог ребра, дуж средње пазушне (аксиларне) линије.
Унутрашњи марамични шпаг
Унутрашњи марамични шпаг, је део шупљине плућне марамице између пречаге (дијафрагме) и средогруђа (медијастинума).
Задњи марамични шпаг
Задњи марамични шпаг, део је шупљине плућне марамице коју формира одраз медијастиналног дела паријетални плеуре на тела грудних пршљенова.